# Movimiento Homosexual de Varsovia

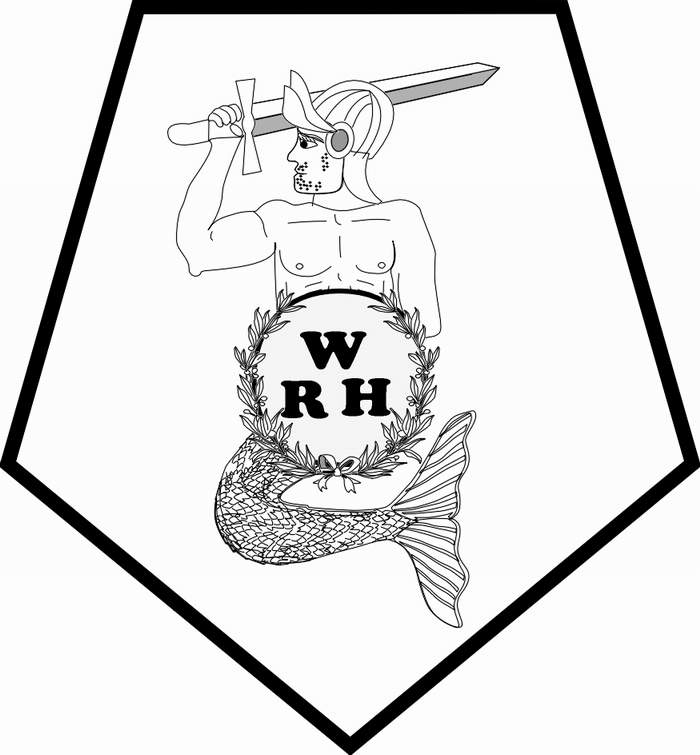
Emblema del Movimiento Gay de Varsovia (1987)

El Movimiento Homosexual de Varsovia (en polaco: Warszawski Ruch Homoseksualny, WRH) fue una de las primeras organizaciones abiertamente homosexuales de Polonia, en activo en Varsovia entre 1987 y 1988.

## Historia
El Movimiento Homosexual de Varsovia fue fundado en 1987 por un grupo de activistas encabezado por Waldemar Zboralski, Sławomir Starosta y Krzysztof Garwatowski. Empezó como un movimiento reservado a los hombres homosexuales, aunque ya durante el primer mes se empezaron a unir  mujeres lesbianas.
La creación de la WRH fue una reacción de los gais polacos contra la Operación Jacinto, una operación policial iniciada en noviembre de 1985 para fichar a los homosexuales.
Las primeras actividades de WRH se centraron en la prevención frente al sida y en la promoción de las pruebas de VIH para los gais. La reacción mediática a la existencia del Movimiento Gay de Varsovia fue positiva. Los activistas de la WRH tuvieron la oportunidad de presentar sus opiniones en periódicos semanales, en la radio y en la televisión polaca. En ese momento, los periodistas polacos estaban del lado de las lesbianas y los gays polacos y los apoyaban abiertamente.
El Movimiento Homosexual de Varsovia fue mencionado como un grupo políticamente activo por Jiří Pehe de Radio Free Europe en 1988 y 1989.
En marzo de 1988, el grupo de 15 activistas presentó una solicitud al Ayuntamiento de Varsovia y presentó una solicitud formal para registrar el Movimiento Gay de Varsovia en base a la Ley de Asociaciones. El gobierno polaco rechazó esta demanda, debido a la intervención del ministro del Interior, el general Czesław Kiszczak. Su decisión, influida por la Iglesia católica, fue que «[l]a existencia de tal organización es contraria a la moral pública». El grupo continuó su actividad en 1988, y en 1990, después de la caída del comunismo en Polonia, los miembros del Movimiento Gay de Varsovia participaron en la creación de una nueva organización llamada  Asociación de Grupos Lambda (en polaco: Stowarzyszenie Grup Lambda) una organización LGBT con objetivos más amplios.